# Морева, Алина Юрьевна
Алина Юрьевна Морева (девичья фамилия Анисимова; род. 8 июня 1989, Шихазаны, Чувашская АССР) — российская спортсменка, чемпионка России по вольной борьбе, мастер спорта России международного класса. Её первым тренером был В. Н. Ананьев. В дальнейшем тренировалась под руководством В. А. Боголюбова, Н. Н. Козлова и А. Н. Базулина. Выступает за клуб «Локомотив» (Брянск). Член сборной команды страны с 2011 года.

## Образование
- Шихазанская СОШ имени М. Сеспеля[3]
- «Детско-юношеская спортивная школа имени Г. Н. Смирнова» Канашского района Чувашской Республики[4]
- Чебоксарское училище олимпийского резерва[5]

## Спортивные результаты
- Первенство Европы по вольной борьбе среди кадеток (2006, Стамбул, Турция) — [6].
- Чемпионат России по женской борьбе 2010 года — ;
- Чемпионат России по женской борьбе 2011 года — ;
- Чемпионат России по женской борьбе 2014 года — ;
- XXXIII Всероссийский Мемориал по спортивной борьбе дважды Героя Советского Союза П.М. Камозина (2016, Брянск) — [7]
- Открытый Кубок России по вольной борьбе среди женщин на призы Главы Чувашии (2016, Чебоксары) — [3][8]

## Награды
- «Лучший спортсмен Брянской области -2014»[9]

## Спортивные звания
- Мастер спорта России международного класса (2010)[10]

## Тренеры
- Боголюбов Владимир Арсентьевич[2];
- Ананьев Владимир Николаевич[11];
- Козлов Николай Николаевич[9];
- Базулин А. Н[1].

## Семья
По состоянию на май 2014 года была замужем за Моревым Олегом Олеговичем, тренером-преподавателем, мастером спорта России по вольной борьбе.